# Butterfinger
Le Butterfinger sono delle barrette al cioccolato con burro di arachidi distribuite dalla Ferrero. Sono uno dei marchi di barrette più famose in Nord America.

## Storia
Nel 1923 l'inventore Drew Seibold di Florence, Wisconsin, creò la prima barretta Butterfinger , una lunga barretta con uno ripieno croccante di burro d'arachidi ricoperto di cioccolato.
La barretta venne commercializzata dall'azienda Curtiss Candy Company di Chicago che per darle un nome indisse un concorso pubblico. Per il nome è stato scelto un termine slang che descrive una persona goffa, termine usato soprattutto in ambito sportivo per un atleta a cui spesso casca la palla.
Fino al 1981 il marchio Butterfinger è rimasto di proprietà dell'azienda originale Curtiss Candy Company.
Nel 1981 la Nabisco, National Biscuit Company, inventrice dei biscotti "Oreo", acquistò l'azienda Curtiss Candy e così anche il marchio Butterfinger.
Nel 1990 la Nestlé comprò il marchio Butterfinger e lo possedette fino ad inizio 2018, quando passò alla Ferrero.

## Ricetta
Secondo una leggenda la ricetta originale della barretta Butterfinger andò perduta quando la Nabisco comprò la Curtiss Candy Company nel 1981. Nabisco sviluppò ricette simili per mantenere alte le vendite e il consenso del pubblico, riscuotendo ugualmente successo.
Alcuni fan del marchio hanno creato le loro ricette di dolci, gelati, biscotti, brownies, con lo stesso gusto della barretta.

## Pubblicità
Per pubblicizzare la barretta Butterfinger per la prima volta, la Curtiss Candy Company utilizzò una strategia di marketing che consisteva nel lanciare barrette gratis da un aeroplano sopra diverse città degli Stati Uniti. La barretta Butterfinger divenne così uno dei prodotti principali dell'azienda assieme alle famose barrette Baby Ruth.
La barretta Butterfinger fu pubblicizzata nel film del 1934 Baby Take a Bow con Shirley Temple
Dal 1990 al 2001 alcuni personaggi del cartone animato I Simpson sono apparsi in più di 150 réclame del prodotto. Ogni pubblicità terminava con Bart Simpson che recitava una delle seguenti frasi ad effetto:
- Nobody better lay a finger on my Butterfinger! ("Meglio che nessuno tocchi il mio Butterfinger!")
- Bite my Butterfinger! ("Mordi il mio Butterfinger!")
- Nothin' like a Butterfinger! ("Niente è come un Butterfinger!")

Alcune di queste pubblicità sono state pubblicate insieme ai DVD de I Simpson
Il 1º aprile 2008 la Nestlé ha ideato una strategia di marketing giocando un pesce d'aprile ai suoi clienti, annunciando che, a causa di riscontri negativi con il pubblico, il nome Butterfinger sarebbe stato ritirato e sostituito con il nome The Finger. Per reggere il gioco quel giorno è stato creato un falso sito, sono state trasmesse immagini della nuova confezione, e distribuite barrette gratuite nel negozio 7-Eleven a 200.000 persone. Successivamente l'azienda ha rivelato lo scherzo e il falso sito è stato animato in modo da rimandare al sito ufficiale.
Nel 2009 la Nestlé ha mandato in onda una pubblicità della barretta Butterfinger che richiamava la vecchia réclame con Bart Simpson.
Nel 2011 è stato prodotto il film horror Butterfinger the 13th per promuovere la barretta.
Negli ultimi anni negli Stati Uniti sono state distribuite barrette Butterfinger con scritte in lingua inglese e spagnola sulla confezione per attirare un pubblico più ampio.
Gli attuali slogan sono:
- Follow the Finger ("Segui il dito")
- Break out of the ordinary! ("Evadi dalla normalità!")

## Caratteristiche
Le barrette Butterfinger contengono un ripieno di burro d'arachidi color arancio di consistenza friabile e croccante ricoperto di cioccolato al latte.
Le altre varietà della barretta hanno caratteristiche simili.

## Varietà
La classica barretta sottile è quella più conosciuta ma ci sono altre versioni di Butterfinger. A partire dal 1990 la Nestlé iniziò ad aggiungere elementi sempre nuovi alle barrette per migliorare il gusto del burro di arachidi.
I prodotti Butterfnger comprendono oggi oltre la classica barretta iniziale in diversi formati, la barretta Butterfinger con wafer all'interno in versione piccola e grande, le praline Butterfinger, i biscotti e il gelato Butterfinger dello stesso gusto della barretta.
Nel 2009 è stata pubblicata un'edizione limitata chiamata "Butterfinger Buzz" contenente in ciascuna barretta 80 milligrammi di caffeina, una quantità pari a quella contenuta nella maggior parte delle bibite con la caffeina.
Durante le festività vengono vendute barrette di forma diversa che richiamano la ricorrenza festeggiata.

## Valori nutrizionali
Una barretta contiene:
- 6 grammi di grassi saturi
- 135 grammi di sodio
- 29 grammi di zucchero
- 270 calorie, 100 delle quali dal contenuto di grassi.[4]

## Riferimenti nella cultura di massa
Nel gennaio del 2002, per scherzare sul prodotto, in una scena dell'episodio de I Simpson intitolato Dolce e amara Marge compare una barretta Butterfinger impossibile da bruciare, e il Commissario Winchester esclama "Persino il fuoco non la vuole."